# Daniel Eberhard Baring
Daniel Eberhard Baring (* 8. November 1690 in Oberg; † 19. August 1753 in Hannover) war ein deutscher Bibliothekar und Historiker, Paläograph und Diplomat. Er verzeichnete die Bibliothek von Gottfried Wilhelm Leibniz und schrieb die erste Bibliographie der Geschichte des Herzogtums Braunschweig-Lüneburg.

## Familie
Baring stammte aus der hannoverschen Linie der Baring-Familie. Barings Großvater war der Theologe und Pädagoge Eberhard Baring (1608–1659). Daniel Baring war der älteste Sohn des Pfarrers in Oberg bei Hildesheim, Henning Baring (1653–1693), und der Pastorentochter Ilsa Sophie geb. Berckelmann (1670–1735), einer Enkelin des Theologen Theodor Berckelmanns. Da sein Vater früh starb, heiratete seine Mutter den Kaufmann Balthasar Jänecken aus Salzhemmendorf. Sein jüngerer Bruder Johann Heinrich Baring (1692–1705) starb im Kindesalter.
Baring war zweimal verheiratet. Er heiratete 1728 in Hannover Sophie Magdalena geb. Schröder (1706–1734), Tochter des Hannoverschen Stadthauptmanns Justus Christoph Schröder und dessen Ehefrau Ilse Margarethe geb. Bödecker. Aus dieser Ehe entstammte der Sohn Eberhard Johann Baring (1731–1808), Pastor primarius in Elbingerode.
Nach dem Tod seiner ersten Ehefrau heiratete Baring 1735 in Hannover Emilie Margarethe (1710–1788), Tochter des Hofgerichtskanzlisten Berthold Rabe und dessen Ehefrau Anna Elisabeth. Aus dieser Ehe gingen sechs Kinder hervor.

## Leben und Wirken
Baring verlor seinen Vater schon im Kleinkindalter und wurde daher zunächst von seinem Stiefvater erzogen und privat unterrichtet. 1706 bis 1713 besuchte Baring die Schule in Quedlinburg, wo er zunächst Orientalistik betrieb, dann Theologie und Medizin, was er aufgrund von Geldmangel jedoch aufgeben musste. Seinen Lebensunterhalt verdiente er sich zeitweilig durch Unterrichten katholischer Grafen aus Italien in den Sprachen der Bibel. Auf Anregung seines Cousins, des Bibliothekars Johann Georg Eccard, kam Baring zum „Studium der Historie und Gelehrtengeschichte“ und studierte Literaturwissenschaft an der Universität Helmstedt.
1718 wurde Baring schließlich als Hilfsbibliothekar an die Kurfürstliche Bibliothek nach Hannover berufen. In dieser Stellung war er insgesamt 36 Jahre lang tätig, zunächst unter seinem Cousin Eccard, dann unter Simon Friedrich Hahn, Christian Ludwig Scheidt und Johann Daniel Gruber.
Während seiner Zeit als hannoverscher Bibliothekar erwarb sich Baring Verdienste durch seine 1729 erschienene Succincta Notitia …, die erste Bibliographie der Geschichte des Herzogtums Braunschweig-Lüneburg. Eine beabsichtigte zweite, verbesserte Auflage wurde jedoch durch einen Zwist mit Johann Daniel Gruber verhindert, sodass diese erst 1744 durch Georg Septimius Andreas von Praun herausgegeben werden konnte.
Im Auftrag seines Freundes Friedrich Simon Löffler, dem Neffen und Erben von Gottfried Wilhelm Leibniz, erstellte Baring ein Verzeichnis der von Leibniz privat aufgebauten Bibliothek. Gemeinsam mit Eccard unternahm Baring archivalische Reisen, die den Grundstein legten zu der 1737 und 1753 erschienenen Clavis diplomatica (siehe Schriften). Diese veröffentlichte Baring unter persönlichen Opfern und gegen den Widerstand Grubers als „erste diplomatische Bibliographie“ und als Vorläufer von Johann Ludolph Walthers Lexicon diplomaticum.
Als bedeutend gilt auch Barings Museographia Brvnsvico-Lvnebvrgica (siehe Schriften), eine Beschreibung der Kunst- und Kulturschätze Braunschweig-Lüneburgs.

## Schriften (Auswahl)
- Succincta Notitia Scriptorum Rerum Brunsvicensium Ac Luneburgensium Quotquot Hactenus innotuerunt, & in lucem editi sunt : Accedit quoque Recensio Legum atque Constitutionum Terrarum Brunsvico-Luneburgicarum singularium / Omnia justo ordine disposuit ac digessit Daniel Eberhard Baring, Hannoveræ: Nicol. Foersterum et Filium, 1729 (sammlungen.ulb.uni-muenster.de).
- Clavis diplomatica, tradens specimina veterum scripturarum, nimirum alphabeta varia, compendia scribendi medii aevi, notariorum veterum signa nonnulla curiosa, una cum alphabeto instrumenti et abbreviaturis, singula tabulis aeneis exhibita: quibus praemittuntur introductiones necessariae, subiiciuntur scriptores rei diplomaticae aliaque ad lectionem et intel ligentium veterum codicum, chartarum et diplomatum facientia, variis annotationibus historico-literariis ... additis, Hanoverae: B. Nic. Förster Erb., 1737 (ora-web.swkk.de).
  - darin enthalten: Scriptores rei diplomaticae tum qui generatim de re diplomatica, tum in specie de bellis diplomaticis egerunt item diplomatum collectores nec non recensio illorum scriptorum, ….
- Museographia Brvnsvico-Lvnebvrgica. Oder Curiöse Nachricht Von denen Museis, Schatz-, Kunst- und Raritäten-Cammern, so curiose Herren in den Braunschweig-Lüneburgischen Landen gesammlet und grösten Theils noch heutiges Tages in denenselben aufbehalten werden, Lemgo, bei Johann Heinrich Meyer, 1744 (gdz.sub.uni-goettingen.de).
- Descriptio Salae principatus Calenbergici locorumque adiacentium Oder Beschreibung der Saala im Amt Lauenstein des Braunschweig-Lüneb. Fürstenthums Calenberg, Lemgo: Johann Heinrich Meyer, 1744 (resolver.sub.uni-goettingen.de).
- Beytrag zur Hannöverischen Kirchen- und Schul-Historia so mit einigen Urkunden erläutert und einer Vorrede Von berühmten Denkmahlen, besonders denen, welche in und um Hannover sich befinden, begleitet worden, in zweyten Theilen, Hannover: Nicolai Försters und Sohns Erben, 1748 (haab-digital.klassik-stiftung.de – Aschebuch).
- Leben des berühmten M. Antonii Corvini weil. Braunschw. Lüneb. General-Superintendenten im Fürstenthum Calenberg [et]c. und vornehmsten Werkzeugs bey der Reformation dieses Fürstenthums : zur Beleuchtung der Kirchen-Geschichte aus bewehrten Scribenten, und glaubwürdigen Nachrichten zusammen gesuchet, und mit Beylagen bestärket ..., Hannover: Nic. Försters und Sohns Erben, Hof-Buchhändlern, 1749 (reader.digitale-sammlungen.de).
- Kurze Historische und Physicalische Nachricht von dem in Hannover zuerst erfundenen Getränk Broihan : wobey zugleich von desselben Erfinder Nachricht gegeben wird, auch verschiedenen zum Bierbrauen diensame Anmerkungen angebracht; und zuletzt einige desfals ergangene Gesetze und Brauverordnungen, der Stadt Hannover zum besten gegeben, angefüget worden. Johann Christoph Richter, Hannover 1750 (bildsuche.digitale-sammlungen.de).